# Municipio de San Felipe Tepatlán
El municipio de San Felipe Tepatlán es uno de los 217 municipios que conforman al estado de Puebla, México. Posee una superficie de 45.09 kilómetros cuadrados y una población de 4120 habitantes. El municipio se encuentra a una altitud promedio de 600 m s. n. m.

## Geografía
| Noroeste: Jopala     | Norte: Jopala | Nordeste: Hermenegildo Galeana |
| Oeste: Tlapacoya     |               | Este: Hermenegildo Galeana     |
| Suroeste: Ahuacatlán | Sur: Amixtlán | Sureste: Amixtlán              |

## Política
| Presidente                                 | Periodo | Periodo |
| Presidente                                 | Inicio  | Término |
| ------------------------------------------ | ------- | ------- |
| Abundino Becerra Vázquez                   | 1966    | 1969    |
| Andrés Cano Pérez                          | 1969    | 1972    |
| Manuel Márquez Márquez                     | 1972    | 1975    |
| Vicente Martínez Martínez                  | 1975    | 1978    |
| Alejandro Nicolás Sánchez                  | 1978    | 1981    |
| Felipe Jiménez Fuentes                     | 1981    | 1984    |
| José Antonio Márquez Juana                 | 1984    | 1987    |
| Jorge Márquez de la Sota                   | 1987    | 1990    |
| Ricardo Monroy González                    | 1990    | 1993    |
| Ignacio Monroy González                    | 1993    | 1996    |
| Antonio Márquez Domínguez                  | 1996    | 1999    |
| Pedro Venancio Juárez                      | 1999    | 2001    |
| Pedro Arroyo Márquez                       | 2002    | 2005    |
| Pedro Rigoberto Hernández Santos           | 2005    | 2008    |
| Salvador de la Sota Pineda                 | 2008    | 2011    |
| Antonio Marquez Zaragoza                   | 2021    | 2024    |
| Referencias: Gobierno del estado de Puebla |         |         |